# Csirke Ferenc (püspök)
Csirke Ferenc, gyakran Tatai Ferenc (Tata, 1707. – 1765. június 25.) református lelkész, a Tiszántúli református egyházkerület püspöke 1763-tól haláláig.

## Élete
A tatai iskolában atyjának, Csirke Istvánnak felügyelete alatt tanult; innét 1727-ben a felsőbb tudományok tanulására Debrecenbe ment, hol 1736-ig a lelkészi hivatalra is képesítette magát; azonban megváltoztatta szándékát, világi emberré lett és megnősült. Később ismét a papi pályára szánta magát és 1740-ben ujvárosi lelkésznek választották. Innét 1742. augusztus 16. külföldi akadémiákra indult; visszatérve 1743-ban Szoboszlón lett predikátor, honnan 1748-ban Debrecenbe hivatott; 1762-ben esperes, 1763-ban püspök lett. Híres szónok és kitűnő műveltségű férfiú volt; a német és francia nyelvet is birta. Munkáit Tatai Ferenc név alatt adta ki.

## Munkái
- Kegyelem szövetségének titkába való bevezetés, Lampe Fridrik Adolf után ford. Debreczen, 1744.
- A Szent Irás épületes és idvességes olvasására való tanácsadás. Uo. 1751. Digitalizált változat
- Katekhismusi házi kincs. Stehelin után ford. Kolozsvár, 1752. (Névtelenül.)
- Egy hétre való elmélkedések és könyörgések, az Úr vacsorájához való készülettel egybe. Moulin Péter után ford. Debreczen, 1758.
- Az igaz kegyességnek kezdete és előmenetele. Doddridge Filep után ford. Uo. 1761.
- Nebo hegye, melyen megholt Moses az Urnak szolgája, és e szerént leiratott néhai tek. nemz. és vitézlő Domokos Márton urnak halála. Uo.

1764.